# Jay Freeman
Jay Freeman, (también conocido como "Saurik", Santa Bárbara, 27 de noviembre de 1981) es un empresario y desarrollador estadounidense. Es conocido por haber desarrollado la aplicación de gestión de paquetes de programas Cydia.
Estudió informática y tiene un doctorado de la Universidad de California. Miembro del grupo iPhone Dev Team, desarrolladores de la comunidad para iOS. La aplicación de software para iOS Cydia fue creada por Jay Freeman, y permite el desbloqueo de iPhones. Su nombre se basa en el gusano común de la manzana, Cydia pomonella para hacer referencia de que es un programa tipo gusano, que se mete dentro de los dispositivos de Apple, la manzana.
El 10 de septiembre de 2010 Freeman anunció que su compañía, Saurik IT, LLC adquirió Rock Your Phone, Inc. (conocido como Rock App) para hacer de Cydia la mayor tienda de aplicaciones de terceros para dispositivos iOS con Jailbreak.

## Reseñas
1. ↑  linkedin. «Saurik». Consultado el 24 de julio de 2014.
2. ↑  iPhone Dev Team. «Blog». Consultado el 24 de julio de 2014.
3. ↑  iphonediario. «Entrevista con Jay Freeman, Saurik, Creador de Cydia». Archivado desde el original el 27 de julio de 2014. Consultado el 24 de julio de 2014.
4. ↑  applesencia (7 de diciembre de 2011). «Jay Freeman, creador del jailbreak, denuncia a Cydia.com». Archivado desde el original el 1 de noviembre de 2023. Consultado el 24 de julio de 2014.
5. ↑  saurik (febrero de 2008). «Saurik». Archivado desde el original el 1 de noviembre de 2023. Consultado el 24 de julio de 2014.

- Datos: Q12024320
- Multimedia: Jay Freeman / Q12024320